# Banco Otomano

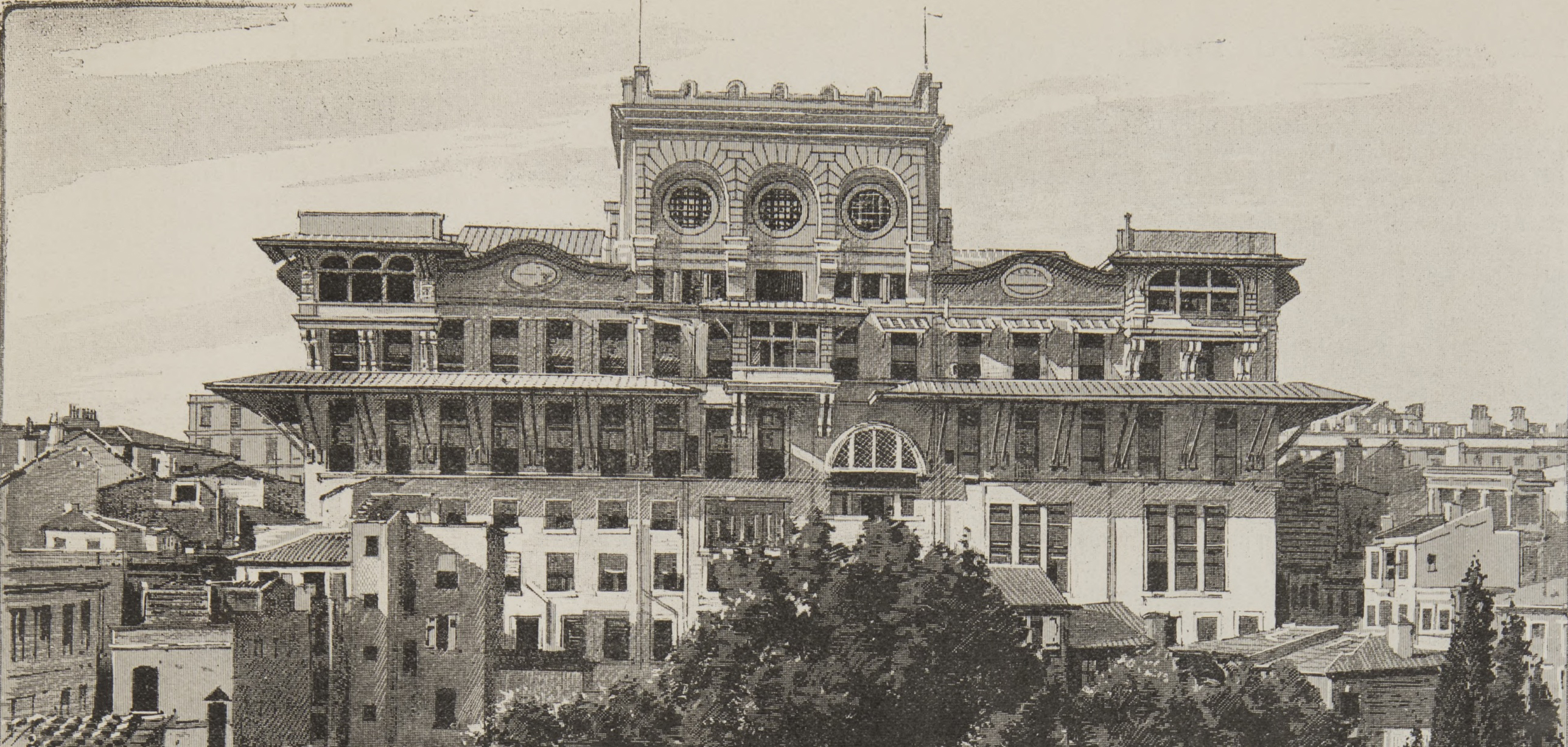
Sede del Banco Imperial Otomano en 1896.

El Banco Otomano (en turco: Osmanlı Bankası), con anterioridad Banco Imperial Otomano (Bank-ı Osmanî-i Şahane, 1863-1924), fue una institución financiera turca fundada en 1856. Operó como banco estatal del Imperio otomano y de la República de Turquía desde 1863 hasta la fundación del Banco Central de la República de Turquía en 1931. Convertido en banco comercial en 1933, en junio de 1996 fue vendido al Grupo Doguş, y en 2001 integrado en el Garanti Bank.

## Historia

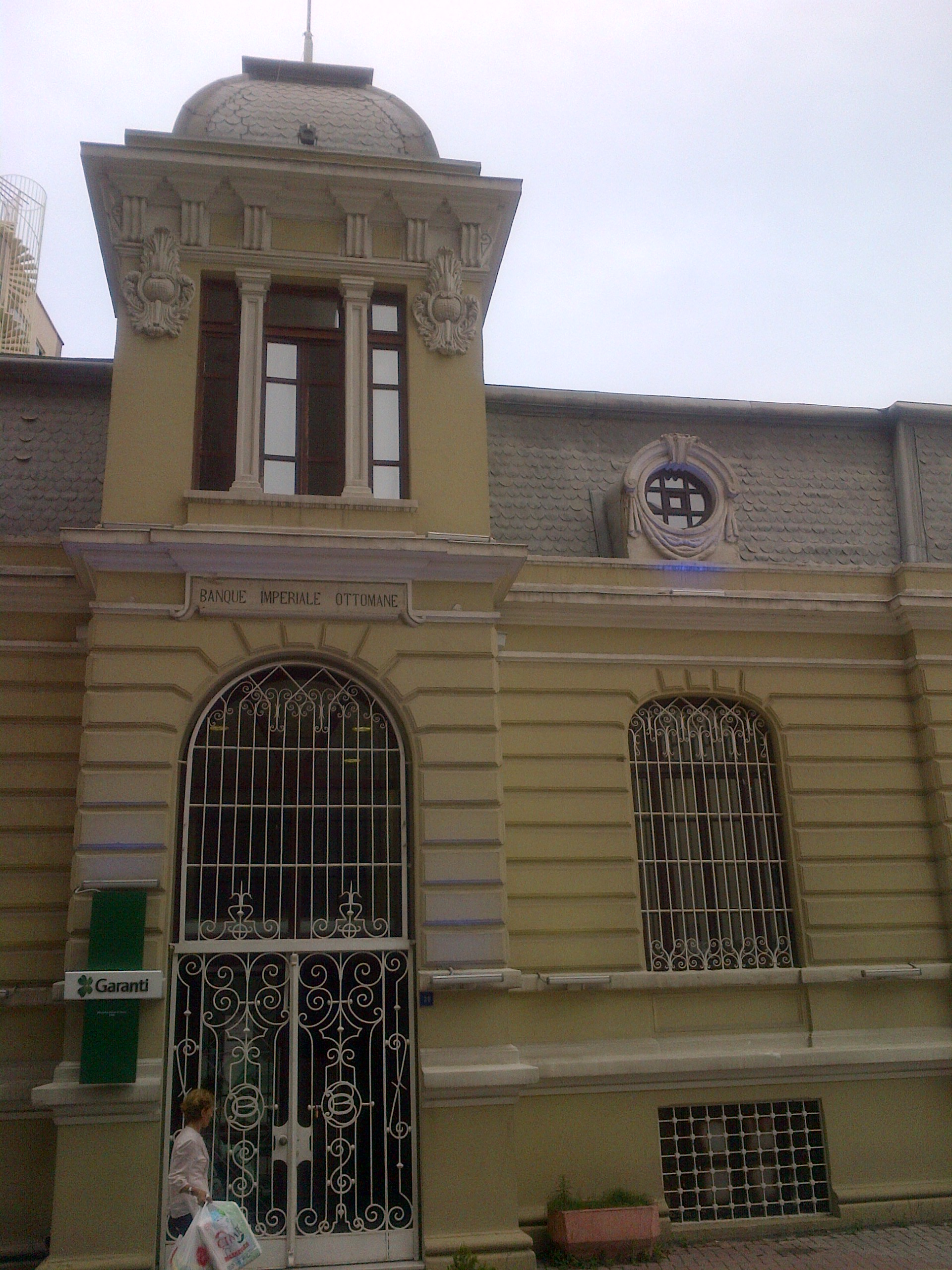
El antiguo edificio del Banco Otomano (Banque Imperial Ottomane) en Samsun, hoy sirve como oficinas a una sucursal del Banco Garanti de Turquía.

El Banco Otomano fue fundado en 1856 conjuntamente por intereses británicos, el francés Banque de Paris et des Pays-Bas y el gobierno del Imperio otomano. Los primeros recibieron 80 000 de 135 000 acciones, el segundo 50 000, y el tercero 5000.
Siete años después, el 4 de febrero de 1863, los accionistas firmaron un contrato con el sultán Abdülaziz I, por el cual la institución se convertía en el Banco Imperial Otomano, privilegiado como banco central turco. Con la economía en crisis tras los desembolsos de la Guerra de Crimea, el Banco Otomano, además de sus funciones propias de banco central y banco emisor, se encargaba de proveer a la Hacienda turca de los adelantos necesarios, actuando como intermediario en la deuda pública otomana.
El 18 de febrero de 1875, el banco fue autorizado a supervisar el presupuesto del Imperio, para asegurar el control y reforma de la tambaleante Hacienda turca. Sus actividades fueron renovadas por otros veinte años, y se convirtió en tesorería del Imperio.
Tras la formación de la Administración de la Deuda Pública Otomana en 1881, se hizo con el monopolio del tabaco, contribuyendo al restablecimiento del crédito y la economía turcas en los años siguientes. Financió los primeros esfuerzos industrializadores del Imperio, como las minas de carbón del Mar Negro (1896) y el Ferrocarril de Bagdad (1903).
El 28 de marzo de 1896 su sede en Constantinopla fue tomada por nacionalistas armenios para protestar y concienciar a la opinión pública internacional contra la situación de discriminación y persecución de los armenios en el Imperio otomano. Aunque lograron su objetivo, al llamar la atención de las grandes potencias, el secuestro provocó una dura represión por parte del gobierno otomano.
Con el estallido de la Primera Guerra Mundial perdió la confianza del gobierno imperial, ya que sus principales accionistas, británicos y franceses, eran ahora sus enemigos, en tanto que los gobiernos francés y británico también los consideraron enemigo.
Con la proclamación de la República de Turquía, sus relaciones con el nuevo estado fueron establecidas el 10 de marzo de 1924, pasando a llamarse Banco Otomano. En 1931 perdió su patente como banco central ante el nuevo Banco Central de la República de Turquía. En 1933 se convirtió en banco comercial, y en 1952 en privado.